# Astiphromma tridentatum
Astiphromma tridentatum är en stekelart som beskrevs av Schwenke 1999. Astiphromma tridentatum ingår i släktet Astiphromma och familjen brokparasitsteklar. Inga underarter finns listade.